# Charles Sullivan
Charles Sullivan nebo také Kamau Muata Adilifu (* 8. listopadu 1944 New York) je americký jazzový trumpetista. Studoval na Manhattan School of Music. V roce 1970 byl krátce hlavním trumpetistou orchestru Counta Basieho a následujícího roku hrál s Lonniem Listonem Smithem. Během své kariéry spolupracoval s mnoha dalšími hudebníky, mezi něž patří například Yusef Lateef, Roswell Rudd, Sonny Fortune, McCoy Tyner a Woody Shaw. Rovněž vydal několik vlastních alb.